# Cristianização da Ibéria

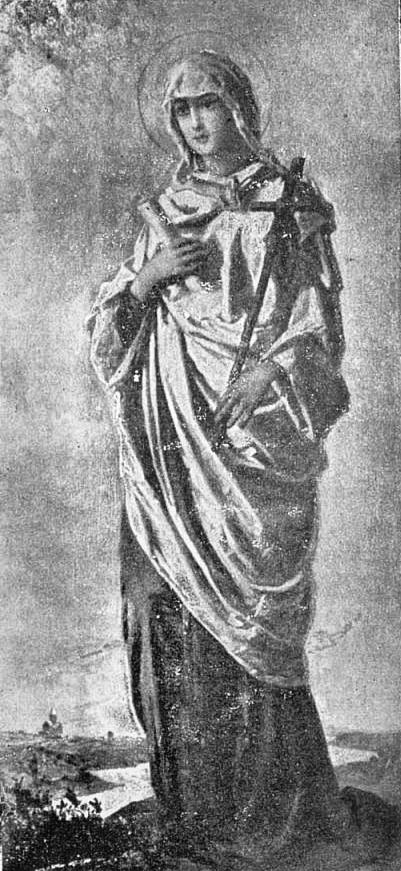
Santa Nina

A Cristianização da Ibéria (em georgiano: ქართლის გაქრისტიანება, translit.: kartlis gakrist'ianeba) foi a conversão ao cristianismo do reino georgiano de Cártlia, conhecido na antiguidade como Ibéria. O batismo ocorreu no século IV graças à educadora da Geórgia, Santa Nina, que convenceu o rei Meribanes III a ser batizado, se tornando o primeiro governante georgiano cristão e, segundo o historiador Sozomeno, convenceu todo o seu povo a ser batizado.
Mais tarde, o rei fez grandes esforços para difundir o cristianismo em suas terras, segundo Sócrates Escolástico, os ibéricos foram os primeiros dos povos das terras conhecidas na época a adotar o cristianismo como religião oficial junto com o abissínios e armênios (na ciência moderna, a Armênia é considerada o primeiro país a adotar o cristianismo como religião do Estado). Antes do início dos primeiros cismas cristãos, o cristianismo no Cáucaso era todo-inclusivo, pluralista e flexível, e hierarquias eclesiológicas rígidas foram formadas muito mais tarde, quando as Igrejas nacionais já apareciam no século VI. Apesar da diversidade étnica da região, o batismo da Geórgia foi um fenômeno pan-regional e intercultural no Cáucaso. Judeus de Misqueta, a capital de Cártlia desempenharam um grande papel no batismo do reino e deram um poderoso ímpeto ao aprofundamento dos laços entre a Geórgia e a Palestina, e também lançaram as bases para a peregrinação georgiana à Terra Santa, a evidência disso é a peregrinação de Pedro Ibérico e o aparecimento de inscrições em Bir el-Kut.
Ibéria foi um fator na diplomacia competitiva entre os Impérios Bizantino e Sassânida, e mais tarde se tornou um jogador importante nas guerras bizantino-sassânidas. De muitas maneiras, a cultura da Ibéria era semelhante à cultura dos iranianos e do Estado Aquemênida, as relações com os iranianos se desenvolveram através de várias campanhas militares, comércio, casamentos dinásticos, mas a escolha do cristianismo pelo rei Meribanes III teve muitas consequências internacionais mais profundas e importantes, embora essa escolha não tenha sido feita sob a influência da diplomacia bizantina. A Ibéria passou da educação na era helenística à adoção do cristianismo e entrou no caminho de processos seculares que levaram à formação da autodeterminação georgiana.

## Batismo apostólico
Embora Ibéria tenha sido batizada no século IV, a Igreja Ortodoxa Georgiana, apoiando-se em algumas fontes bizantinas, afirma que a difusão do cristianismo nas terras georgianas começou com André, o Primeiro Chamado, que também é considerado o fundador da Igreja georgiana. Efrém, o Menor explicou mais tarde o papel de Santa Nina na necessidade do “segundo batismo” da Península Ibérica, e escavações arqueológicas mostraram que mesmo antes da chegada de Santa Nina às terras do rei Meribanes, o cristianismo estava se espalhando na Geórgia: em sepultamentos do século III existem selos com cruzes e um peixe ou uma âncora e peixes como símbolos do cristianismo primitivo, o que indica a difusão do cristianismo ainda antes do que comumente se acredita.

## Batismo da família real

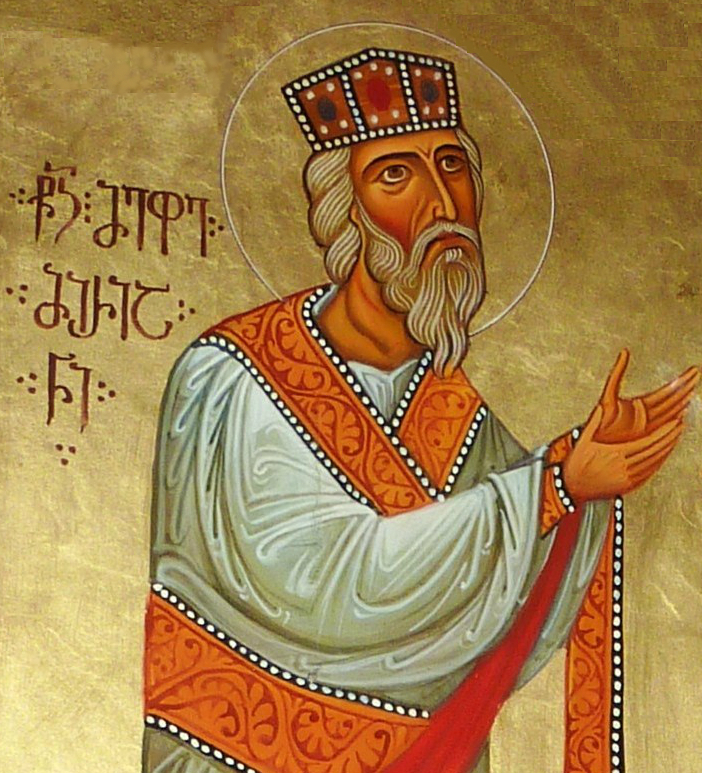
Rei georgiano Meribanes III em um mural medieval. O rei cristão é representado com um diadema em agradecimento pela sua conversão ao cristianismo.

Segundo as crônicas Crônicas georgianas e "Conversão da Geórgia", uma moradora da Capadócia Nina batizou o rei Meribanes e sua esposa a rainha Nana, o que marcou o início do batismo de Cártlia e de todos os seus habitantes. Isto é descrito da mesma forma pelos historiadores bizantinos Rufino de Aquileia, Gelásio de Cesareia, Gelásio de Cízico, Teodoreto de Ciro, Sócrates Escolástico e Sozomeno, que citaram como fonte as histórias do príncipe Bacúrio, um líder militar do imperador Teodósio I. No entanto, eles afirmam que Nina era uma cativa romana não identificada que foi trazida para a Ibéria. Os georgianos apontam que Nina era filha de Zebulom. Quando ela foi a Jerusalém para ver seu pai, ela perguntou onde estava o Manto do Senhor e foi informada de que ele era guardado na cidade oriental de Misqueta, no país de Cartli (Ibéria). Ela foi para Ibéria e quatro meses depois, em junho, chegou às montanhas de Javaquécia. Ela permaneceu no Lago Paravani por dois dias e depois entrou em Misqueta.

Quando ela veio para a cidade, soube que havia um feriado na cidade em homenagem à divindade pagã Armazi, e o rei Meribanes III participou dele. Nina, chocada com o ocorrido, começou a orar e, como resultado, o ídolo pagão foi derrubado por um forte vento. Mais tarde, ela foi chamada pelos servos da rainha Nana, que estava gravemente doente, e pediu ajuda. Nina curou a rainha e a batizou, o que deixou o rei muito surpreso. Ele não queria ser batizado, mas um incidente de caça mudou tudo: na floresta perto do Monte Toti, o rei e seus servos foram apanhados por um eclipse solar.
...o rei estava sozinho e vagava pelas montanhas e florestas com medo e terror. E tendo perdido a esperança de salvação, ele parou. E Deus, o criador do bem, o fez, o ignorante para saber, o ignorante para saber, e [ele] voltou a si e, raciocinando em sua mente, disse: "Eis que vejo que invoco meus deuses Armaz e Zaden com toda a força de minha voz e não encontro conforto. E se agora eu me voltar para aquele que está crucificado na cruz, a quem Nina prega e realiza muitas curas confiando nele? Será que ele não poderá me salvar dessa calamidade, já que estou vivo no inferno e não sei se esse naufrágio é para todo o universo e a transformação da luz em trevas, ou se essa calamidade é apenas para mim?" Imediatamente [o rei] disse em voz alta: "Ó Deus de Nina, ilumine esta escuridão para mim e mostre-me sua casa! Confessarei teu nome, erguerei a árvore da cruz e a adorarei, construirei uma morada para tua habitação e minha oração, e obedecerei a Nino na fé dos romanos".
Quando o rei começou a orar a Cristo, o sol apareceu imediatamente. O rei saltou do cavalo, caiu no chão, ergueu as mãos para o lado leste e disse:
O senhor é o deus de todos os deuses e o senhor de todos os senhores, o deus que Nina prega. Seu nome deve ser glorificado por todos os nascidos no céu e na terra. Vós me salvastes da calamidade e iluminastes com vosso nome minha escuridão. E agora aprendi que tu me salvarás e me aproximarás de ti. E agora, neste lugar, erguerei a árvore de tua cruz, para que por ela teu santo nome seja magnificado e esta obra e sinal sejam lembrados para todo o sempre.
Ao retornar à cidade, o rei convocou seu exército, seus servos e sua comitiva para glorificar Nina, e também cumpriu sua promessa fundando uma igreja e glorificando a nova fé. Quando o templo foi construído, o rei enviou enviados ao imperador Constantino com um pedido para enviar sacerdotes para ajudá-lo a pregar a nova fé. Segundo Sozomeno, Constantino ficou eufórico com a notícia e prometeu ajudar o rei ibérico. A iluminação de Cartli foi realizada pelo próprio rei e por representantes da classe alta: em particular, através dos esforços de Meribanes, a Catedral de Esvetichoveli foi erguida em memória do Manto do Senhor, que Elias, uma testemunha da crucificação de Jesus Cristo, trazida de Jerusalém no século I para Misqueta. O Mosteiro de Samtavro, onde Meribanes foi sepultada, foi construído fora da cidade - uma referência às igrejas de Constantino, o Grande e sua família, fora do pomério romano. Ao mesmo tempo, o túmulo de Meribanes está localizado no território do mosteiro, ao sul da coluna do meio - o túmulo de Constantino está localizado fora da igreja, em um túmulo separado. A diferença entre as igrejas de Constantino e as igrejas de Meribanes é o fato de que as igrejas de Constantino foram dedicadas aos mártires, e as de Meribanes não foram.
Depois que a família real se converteu ao cristianismo começou a peregrinação georgiana à Palestina. Os judeus viviam no território da Ibéria pré-cristã mesmo sob o rei babilônico Nabucodonosor, o que se tornou um dos pré-requisitos para o respeito dos ibéricos pelas relíquias e lugares sagrados (incluindo Jerusalém e Sião) e a influência de Bizâncio. A dinastia Bagrationi, em particular, considerava o próprio rei Davi como seu ancestral. Os primeiros mosteiros georgianos logo apareceram na própria Palestina: em Jerusalém, no final do século IV, um mosteiro foi fundado pelo príncipe Bacúrio (foi nesta cidade que o historiador Rufino de Aquileia conheceu Bacúrio). Sob o rei Vactangue I a Igreja de Antioquia reconheceu a autocefalia da Igreja georgiana.

## Batismo de toda a Terra
Apesar do entusiasmo da família real e da corte real, o cristianismo se espalhou lentamente nas aldeias. Os primeiros passos nesse sentido foram dados nos séculos V e VI, quando as tradições monásticas criaram raízes e a fé cristã começou a se espalhar pelas fronteiras de Cártlia. Nas décadas de 530 ou 540, treze padres assírios chegaram a Misqueta e fundaram 16 monastérios e muitas igrejas na Geórgia: muitas igrejas que datam do século VI sobreviveram até hoje.

## Data do batismo

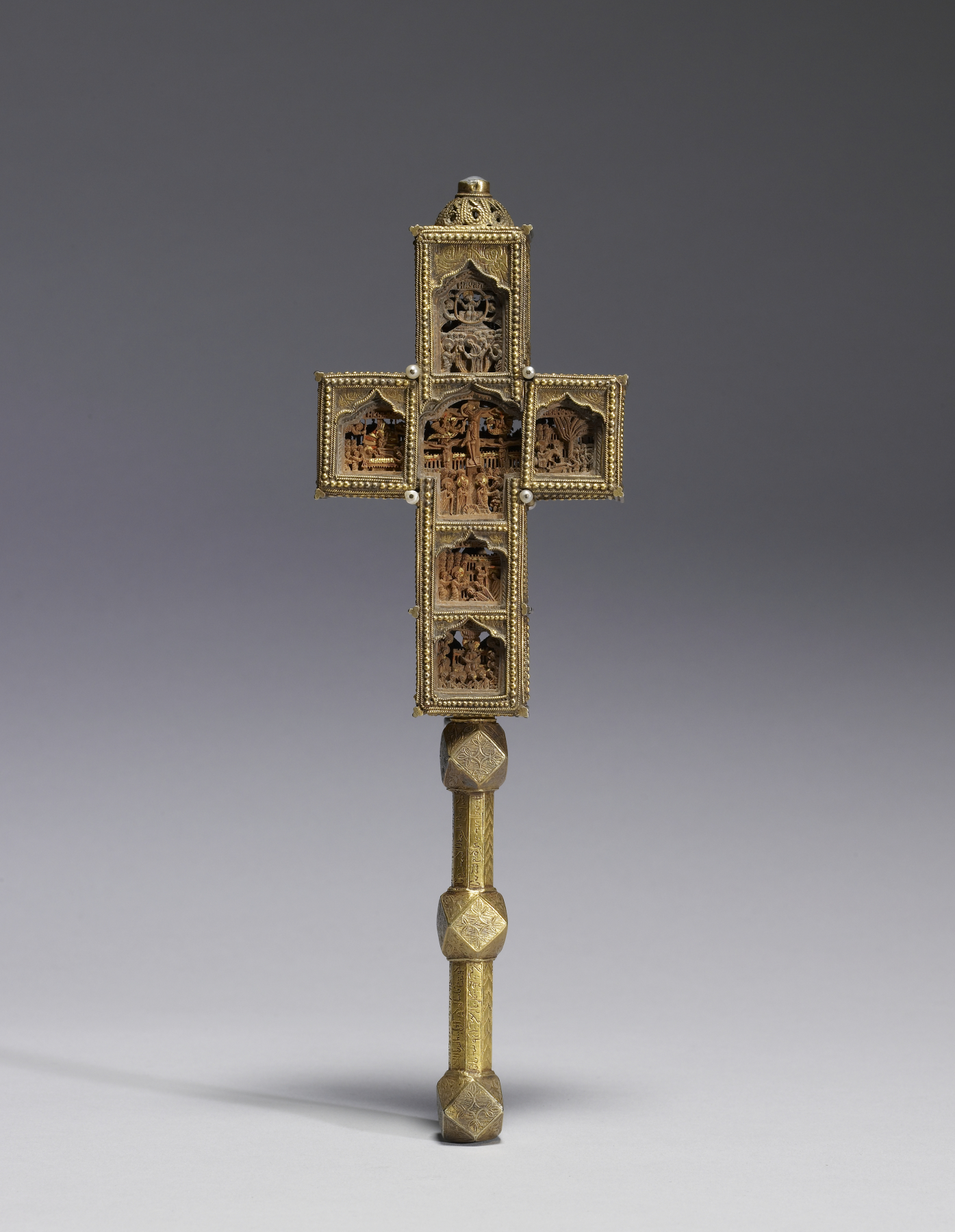
Cruz de bênção do Católico-Patriarca com cenas da Bíblia: A Entrada do Senhor em Jerusalém, a Crucificação de Jesus Cristo, a Ascensão do Senhor, a Assunção da Santíssima Teótoco, a Ressurreição de Lázaro e Pentecostes. Na cruz em georgiano está escrita a oração do Católico-Patriarca pelo perdão dos pecados. Exposição no Museu de Arte Walters, EUA.

As crônicas declaram explicitamente que o eclipse solar, que não durou muito tempo, mas foi a ocasião para Meribanes III ser batizado, ocorreu no sábado, 20 de julho. No entanto, os historiadores discutem em que ano ele ocorreu. Estudiosos georgianos e estrangeiros sugeriram que o evento pode ter ocorrido em um dos seguintes anos: 312, 317, 318, 320, 323, 325-328, 330-337. O público considera 337 como o ano do batismo de Ibéria, mas os estudiosos chamam 326 - aconteceu no "terceiro domingo após a Páscoa", de acordo com João Zózimo, ou seja, 1º de maio, e essa data é celebrada pela Igreja Ortodoxa da Geórgia.
O batismo de Ibéria foi acrescido de interesse pelos astrônomos, que sugerem que o evento de caça ocorreu em 6 de maio de 319, quando houve um eclipse solar total visível de toda a Geórgia Oriental. Com um delta T≈7500 e um ângulo de curso do sol de 290°, o rei Meribanes e sua comitiva puderam ver o eclipse total, mas os habitantes da cidade não puderam. As condições de observação para o rei no Monte Thothi foram semelhantes às da Patagônia durante o eclipse de 11 de julho de 2010. Durante o eclipse de 319, os observadores em baixas altitudes teriam visto céus escuros, mas à medida que o sol aparecia acima do horizonte, ele se iluminava. Na altitude em que o rei estava, um eclipse solar total poderia ter sido observado. L. W. Morrison e F. Richard Stevenson, usando o modelo geofísico do delta T≈7450±180°, reconhecem a possibilidade de tal cenário, mas não é possível verificar a confiabilidade das fontes.